# Рафейру ду Алентежу
Рафейру ду Алентежу (или Португальская сторожевая, Португальский мастиф, Алентежский мастиф) (порт. Rafeiro do Alentejo) — португальская порода крупных сторожевых собак, которая (по одной из версий) является потомком тибетских мастифов.

## История
Существует несколько предположений о возникновении Рафейру ду Алентежу: первая: Рафейру ду Алентежу потомок тибетских мастифов, завезённый в Португалию из Китая; вторая: Рафейру ду Алентежу результат скрещивания эштрельских овчарок, анатолийских карабашей и испанских мастифов.
Эта порода специально выведена для выпаса крупного рогатого скота и для охраны территории. Много веков эта порода была популярна в регионе Алентежу.
Порода была признана Португальским кеннел-клубом в 1934 году, Международной кинологической федерацией в 1954 году.
Современное название «Рафейру ду Алентежу» появилось в конце XIX века. Рафейру ду Алентежу почти не встречается за пределами Португалии.

## Описание
Рафейру ду Алентежу крупная порода.
Тело: Мускулистое, крепкое, объёмное. Спина прямая, длинная. Поясница широкая, немного выпуклая. Грудь широкая, свисает до локтей или ниже, не выступает вперёд. Конечности мускулистые, сильные.
Голова: Массивная, объёмная. Морда прямая, широкая. Мочка носа наклонена назад, чёрного цвета. Челюсти крепкие. Шея короткая.
Глаза: Маленькие, овальной формы.
Уши: Небольшие, треугольной формы, с закруглением на кончиках, у основания узкие, висячие.
Хвост: У основания толстый, изогнутый на кончике, длинный.
Шерсть: Густая, толстая, прямая, средней длины, равномерно покрывает тело. Сильно линяет при смене сезонов. Также встречаются особи с короткой шерстью.
Окрас: Волчий, чёрный, жёлтый, палевый с белыми отметинами, с тигровинами или без них (теже отметины с белым окрасом).
Вес: Вес кобеля: 45—60 кг, вес суки: 35—50 кг.
Рост: Рост кобеля: 66—74 см, Рост суки: 64—70 см.
Продолжительность жизни: 12—14 лет.

## Характер
Рафейру ду Алентежу ловкий, быстрый, выносливый и территориальный. К хозяину и семье относится дружелюбно и спокойно (особенно к детям), также и к другим домашним питомцам (если рос вместе с ними). Настороженно относится к незнакомцам. Также может быть упрям, независим и стремиться к доминированию.

## Уход
Периодически нужно вычёсывать омертвевшую шерсть.
Собаку необязательно принуждать к физическим нагрузкам, но она не сможет нормально жить без открытого пространства.
Рафейру ду Алентежу нужно ранняя социализация и ранее обучение к послушанию (из-за того, что порода упрямая и стремится к доминированию).

## Здоровье
Рафейру ду Алентежу очень здоровая порода и опасных заболеваний у них нет, но может случиться дисплазия тазобедренного сустава, проблемы с опорно-двигательным аппаратом и вздутие кишечника.

## Факты
Самая старая официально зарегистрированная собака в мире, Боби, принадлежала к породе Рафейру ду Алентежу. 21 октября 2023 года скончалась в возрасте 31 года, прожив в общей сложности 11,478 дней.